# Hinrichshagen (Rostock)
Hinrichshagen ist ein Ortsteil der Hansestadt Rostock
Der Ortsteil Hinrichshagen wird durch seine Lage direkt an der Rostocker Heide dominiert. Außer dem ehemaligen Dorf Hinrichshagen, das am 9. Dezember 1924 nach Rostock eingemeindet wurde, gibt es noch zwei kleine besiedelte Flächen: die Erich-Weinert-Siedlung und Wallensteinslager. Im Jahre 1731 wurde Hinrichshagen erstmals urkundlich erwähnt. Zu dieser Zeit beaufsichtigte ein Baumwärter den von Rostock kommenden Verkehr (Kutschen etc.) in Richtung Heide. Im Norden des Ortsteils an der Ostseeküste bei Rosenort befindet sich das 490 ha große Naturschutzgebiet Heiligensee und Hütelmoor mit ausgedehnten Moor- und Pfeifengraswiesen und einem Salz-Röhricht-Komplex.
Hinrichshagen liegt nahe der Bahnstrecke Rövershagen–Graal-Müritz.